# Feel Good Inc.
《Feel Good Inc.》是英國虛擬樂隊街頭霸王與美國嘻哈團體德拉魂合作的一首歌曲。該單曲於2005年5月9日作為專輯《惡靈古堡》的首波主打發行，獲得了巨大商業和評論成功。歌曲在英國單曲排行榜上排名第2，在美國《告示牌》百強單曲榜排名第14，同時連續八周位居美國《告示牌》現代搖滾榜榜首，並出現在2005年和2006年的年度排行榜中。全球範圍內，歌曲在16個國家的排行榜進入前十，並在西班牙、波蘭和希臘榮登榜首。此外，這首歌在加拿大和新西蘭獲得了五白金認證，在英國則獲得了三白金認證。
這首歌獲得了評論界的廣泛讚譽，被列入 Pitchfork和《滾石樂隊》評選的2000年代最佳歌曲榜單。它還在第48届格莱美奖上獲得了三項提名，包括年度製作獎，並最終贏得了最佳流行合作獎。此外，《Popdose》將該曲列為2000年代百大歌曲榜單中的第26名。

## 音樂錄影帶

### 主題
音樂錄影帶的主要主題為「思想自由」以及媒體對大眾文化的「簡化議題」影響。在一次採訪中，該曲的創作者傑米·休利特提到，影片中的部分場景靈感來源於宮崎駿的作品，特別是那座由風車驅動的浮島，這被認為類似於吉卜力工作室1986年電影《天空之城》。
2022年4月26日，該影片重新上傳到街頭霸王的官方YouTube頻道，並附上了由虛擬樂隊成員魔頭（Murdoc Niccals）的評論。 該音樂錄影帶拍攝於2005年2月。

### 概要
影片開場時，鏡頭升至感覺良好公司大樓的頂端，此時可以聽到歌曲《Clint Eastwood》由Spacemonkeyz混音版本《A Fistful of Peanuts》的片段。隨後，畫面聚焦於大樓內，2-D渴望逃離大樓，加入小麵（Noodle）所在的漂浮島嶼。畫面中躺在地上的人代表那些已被「弱智化」的大眾，而樂隊成員則象徵已經覺醒的人群。2-D嘗試通過使用擴音器（類似於政治運動家）喚醒這些沉睡的人群。然而，韓戰時期的H-13 蘇族偵察直昇機造型的直升機尾隨漂浮島嶼，監視其行為確保無人逃離。影片未明確交代這些直升機是在阻止小麵逃亡還是試圖將她驅逐。
回到大樓內，德拉魂以巨大、近乎無所不能的形象出現在周圍的電視螢幕上，對樂隊成員進行嘲弄，並讓2-D陷入瘋狂和催眠狀態，他努力抗拒被「弱智化」的衝動。影片的結尾，2-D最終屈服於周遭環境，回到影片開始時的狀態，不斷重複「Feel good」直到影片結束，形成一個與開頭完全相反的結局。「Feel good」的反覆重複象徵著2-D說服自己一切安好（如同對自己的洗腦），而非直面現實的殘酷真相。
該音樂錄影帶的敘事在《El Mañana》中得以延續，描述兩架武裝直升機追上小麵的風車島的場景。

## 獎項與提名

### 獎項
- 2005年MTV音樂錄影帶大獎
  - 突破錄影帶獎（Breakthrough Video）
  - 最佳錄影帶特殊效果獎（Best Special Effects in a Video）
- 2006年第48届格莱美奖
  - 最佳流行合作（Best Pop Collaboration with Vocals）

### 提名
- 2006年第48届格莱美奖
  - 年度製作（Record of the Year）
  - 最佳短篇音樂錄影帶（Best Short Form Music Video）

## 曲目列表
| 歐洲及英國2曲目CD單曲 1. "感覺良好公司" – 3:42 2. "Spitting Out the Demons" – 5:10 歐洲及英國DVD單曲 1. "感覺良好公司" （音樂錄影帶）– 4:13 2. "Spitting Out the Demons" – 5:10 3. "Bill Murray" – 3:51 英國7吋黑膠單曲 1. A. "感覺良好公司" – 3:42 2. B. "68 State" – 4:48 歐洲CDMaxi單曲 1. "感覺良好公司" – 3:42 2. "Spitting Out the Demons" – 5:10 3. "Bill Murray" – 3:51 4. "Feel Good Inc."（音樂錄影帶）– 4:13 日本CDEP 1. "感覺良好公司" – 3:42 2. "Spitting Out the Demons" – 5:10 3. "Bill Murray" – 3:51 4. "Murdoc Is God" – 2:26 5. "Feel Good Inc."（音樂錄影帶）– 4:13 美國數位EP 1. "感覺良好公司" – 3:42 2. "Spitting Out the Demons" – 5:09 3. "Bill Murray" – 3:52 4. "Dare"（Soulwax 混音版）– 5:44 |

## 製作及參與人員
製作人員名單取自歐洲maxi-CD單曲和Demon Days內頁冊子。

### 錄音室
在 Kong Studios（英國埃塞克斯）和 13 錄音室（英國倫敦）錄製
在 Pierce Rooms（英國倫敦）混音
在 Masterdisk（美國紐約）完成母帶處理

| - 街頭霸王 – 作詞、製作、混音 - 戴蒙·亞邦 - 創作、製作、混音 - 大衛·朱利科爾（德拉魂） - 創作、特邀演唱 - 文森特·梅森（德拉魂）- 特邀演唱 - 西蒙·唐- 電吉他 - 危險鼠 - 製作、混音、編程 - 傑森·科克斯（Jason Cox）- 額外製作、混音、工程 - 詹姆斯·德林（James Dring）- 額外製作、編程 - 豪伊·溫伯格 - 母帶製作 - J.C.·休伊特 - 藝術設計 - 殭屍肉食者（Zombie Flesh Eaters）- 藝術設計 - 傑米·休伊特 - 導演 - 彼得·坎德蘭（Pete Candeland）- 導演 - 熱情影像- 製作 - 拉許斯製作 - 後期製作 - 蔡莉·謝爾瑞（Chu-Li Shewring）- 聲音設計 - 塞巴斯蒂安·蒙克（Sebastian Monk）- 聲音設計 |

## 排行榜
| 圖表（2005–2006）                        | 排名 位置 |
| ---------------------------------------- | --------- |
| 澳大利亚（澳大利亚唱片业协会單曲榜）     | 3         |
| 澳大利亚（澳大利亚唱片业协会城市榜）     | 2         |
| 奥地利（Ö3四十强单曲榜）                 | 4         |
| 比利时佛兰德（Ultratip榜外單曲榜）       | 2         |
| 比利时瓦隆（Ultratop五十强单曲榜）       | 36        |
| 加拿大 (尼爾森音響掃描)                  | 6         |
| 加拿大 CHR/Pop Top 30 (Radio & Records)  | 13        |
| 加拿大 Hot AC Top 40 (Radio & Records)   | 22        |
| 加拿大 Rock Top 30 (Radio & Records)     | 26        |
| 独联体（Tophit独联体电台榜）             | 7         |
| 捷克 (IFPI)                              | 5         |
| 丹麥（Hitlisten单曲榜）                  | 19        |
| 歐洲 (Eurochart Hot 100)                 | 2         |
| 芬兰（芬蘭官方單曲榜）                   | 4         |
| 法国（法國唱片出版業公會單曲榜）         | 26        |
| 德国（德國官方單曲榜）                   | 8         |
| 希臘 (IFPI)                              | 1         |
| 匈牙利（四十强电台榜）                   | 27        |
| 匈牙利（四十強舞曲榜）                   | 28        |
| 匈牙利（四十強單曲榜）                   | 7         |
| 冰島 (Tónlist)                           | 3         |
| 愛爾蘭（愛爾蘭唱片音樂協會单曲榜）       | 4         |
| 愛爾蘭 (IRMA)                            | 1         |
| 意大利（意大利音乐产业联盟单曲榜）       | 5         |
| 荷蘭 (Dutch Top 40 Tipparade)            | 20        |
| 荷兰（百强单曲榜）                       | 87        |
| 新西兰（新西兰唱片音乐协会单曲榜）       | 2         |
| 挪威（世道單曲榜）                       | 4         |
| 波蘭Airplay Top 100 (ZPAV)               | 1         |
| 俄羅斯Airplay (TopHit)                   | 12        |
| 蘇格蘭（官方榜单公司單曲榜）             | 2         |
| 西班牙（西班牙音樂製作協會）             | 1         |
| 瑞典（瑞典最熱榜）                       | 14        |
| 瑞士（瑞士热门音乐榜）                   | 12        |
| 英國（官方榜单公司單曲榜）               | 2         |
| 美国（《告示牌》百大單曲榜）             | 14        |
| 美國（《告示牌》Adult Pop Airplay）      | 18        |
| 美國（《告示牌》Alternative Airplay）    | 1         |
| 美國（《告示牌》Dance/Mix Show Airplay） | 4         |
| 美國（《告示牌》Pop Airplay）            | 13        |

| 列表 (2024年)                | 排名 位置 |
| ---------------------------- | --------- |
| 全球（Billboard Global 200） | 170       |

| 排名（2005年）                       | 位置 |
| ------------------------------------ | ---- |
| 澳洲 (ARIA)                          | 9    |
| 澳洲城市 (ARIA)                      | 6    |
| 澳洲 (Ö3 Austria Top 40)             | 25   |
| CIS (TopHit)                         | 42   |
| 歐洲 (Eurochart Hot 100)             | 20   |
| 德國 (德國官方排行榜)                | 43   |
| 義大利 (FIMI)                        | 45   |
| 紐西蘭 (紐西蘭錄製音樂)              | 18   |
| 俄羅斯 Airplay (TopHit)              | 27   |
| 瑞典 (Sverigetopplistan)             | 100  |
| 瑞士 (Schweizer Hitparade)           | 71   |
| 英國單曲 (OCC)                       | 14   |
| 美國《告示牌》百強單曲榜             | 37   |
| 美國成人單曲榜前40名（《告示牌》）   | 72   |
| 美國舞曲電台播放排行榜（《告示牌》） | 28   |
| 美國主流排行榜前40名（《告示牌》）   | 66   |
| 美國現代搖滾曲目（《告示牌》）       | 4    |
| 委內瑞拉流行搖滾 (Record Report)     | 4    |

| 排名 (2006年)            | 位置 |
| ------------------------ | ---- |
| 美國《告示牌》百強單曲榜 | 97   |

## 認證
| 地區                                          | 认证    | 认证单位/销量 |
| --------------------------------------------- | ------- | ------------- |
| 澳大利亚（澳大利亚唱片业协会）                | 白金    | 70,000^       |
| 加拿大（加拿大音乐协会）                      | 5× 白金 | 400,000‡      |
| 丹麦（國際唱片業協會丹麥分會）                | 白金    | 90,000‡       |
| 德国（聯邦音樂產業協會）                      | 3× 金   | 450,000‡      |
| 意大利（意大利音乐产业联盟） sales since 2009 | 白金    | 50,000‡       |
| 西班牙（西班牙音樂製作協會）                  | 白金    | 60,000‡       |
| 英国（英国唱片业协会）                        | 3× 白金 | 1,800,000‡    |
| 美国（美國唱片業協會） Mastertone             | 金      | 500,000^      |
| United States Digital                         | —       | 2,924,479     |
| ^僅含認證的出貨量 ‡僅含認證的+實際銷量        |         |               |

## 發布歷史
| 地區 | 日期         | 格式                | 標籤       | 參考   |
| ---- | ------------ | ------------------- | ---------- | ------ |
| 美國 | 2005年4月4日 | 另類電台            | 維京唱片   | [ 87 ] |
| 美國 | 2005年5月9日 | 數位音樂下載        | 維京唱片   | [ 16 ] |
| 澳洲 | 2005年5月9日 | CD單曲              | 帕洛風唱片 | [ 88 ] |
| 英國 | 2005年5月9日 | 7-inch vinyl CD DVD | 帕洛風唱片 | [ 89 ] |

## 外部連結
- Pitchfork評價 3/25/2005
- Music video from official fansite